# Gomeshābād
Gomeshābād (persiska: گُميش آباد, گمش آباد, Gomīshābād) är en ort i Iran.   Den ligger i provinsen Zanjan, i den nordvästra delen av landet, 300 km väster om huvudstaden Teheran. Gomeshābād ligger 1 316 meter över havet och antalet invånare är 851.
Terrängen runt Gomeshābād är platt åt nordost, men åt sydväst är den kuperad. Runt Gomeshābād är det ganska glesbefolkat, med 47 invånare per kvadratkilometer. Gomeshābād är det största samhället i trakten. Trakten runt Gomeshābād består i huvudsak av gräsmarker.